# Goli oder
Goli oder je mednarodni festival sodobnega gledališča, ki poteka vsako leto jeseni na več lokacijah v Ljubljani (KUD France Prešeren, Stara elektrarna, Moderna galerija, Metelkova in drugod). Posvečen je improvizaciji v  sodobnih scenskih umetnostih in v glasbi. Zasnovala ga je znana slovenska impro skupina Narobov, umetniško pa ga vodita Maja Dekleva in Gregor Moder.

## Cilji
Festival Goli oder ima dva glavna cilja. Slovenskemu in mednarodnemu občinstvu ponuja aktualen vpogled v trenuten razvoj improvizacijskega gledališča, obenem pa daje zbranim umetnikom možnost raziskovanja novih področij improvizacije na intenzivnih vajah in delavnicah. Festival je v zadnjem času namenjen izključno celovečernim predstavam in ne vključuje kratkih improviziranih iger. Razvija svojo ekperimentalno razsežnost, saj se - na splošno rečeno - več kot polovica povabljenih gledališč na Golem odru predstavi s premiero.

## Zgodovina
- 2006 5. mednarodni festival improvizacije
- 2005 4. mednarodni festival improvizacijskega gledališča
Povabljena gledališča in posebni gostje: Narobov (Slovenija), Quicksilver Productions (Belgija), Isar148 (Nemčija), Theater im Bahnhof (Avstrija), Impromptu (Nizozemska), in: Lee White (Kanada), Tom Johnson (ZDA), Bronwynn Mertz-Penzinger (Avstralija/Avstrija), Leon Düvel (Nemčija)
- 2004 3. mednarodni festival improvizacijskega gledališča
Povabljena gledališča in posebni gostje: Narobov (Slovenija), Theater im Bahnhof (Avstrija), The Brody Theatre (ZDA), Die Gorillas (Nemčija), Stockholms Improvisationsteater (Švedska), in: Yann Van der Branden (Belgija), Bronwynn Mertz (Avstralija/Avstrija), Nejc Simšič (Slovenija)
- 2003 2. mednarodni festival improvizacijskega gledališča
Povabljena gledališča: Improklub (Slovenija), Isar148 (Nemčija), Unexpected Productions (ZDA), Improvvisatione Teatrale Italiana (Italija), Theater im Bahnhof (Avstrija)
- 2002 1. mednarodni festival improvizacijskega gledališča, Impro brez meja
Povabljena gledališča in posebni gostje: Improklub (Slovenija),  Gledališče Ane Monro (Slovenija), in: Jakob Schweighofer (Avstrija), Roland Trescher (Nemčija), Daniel Goldstein (ZDA), Henk Van der Steen (Nizozemska), Albin Juhanović (BiH)